# Linyanti

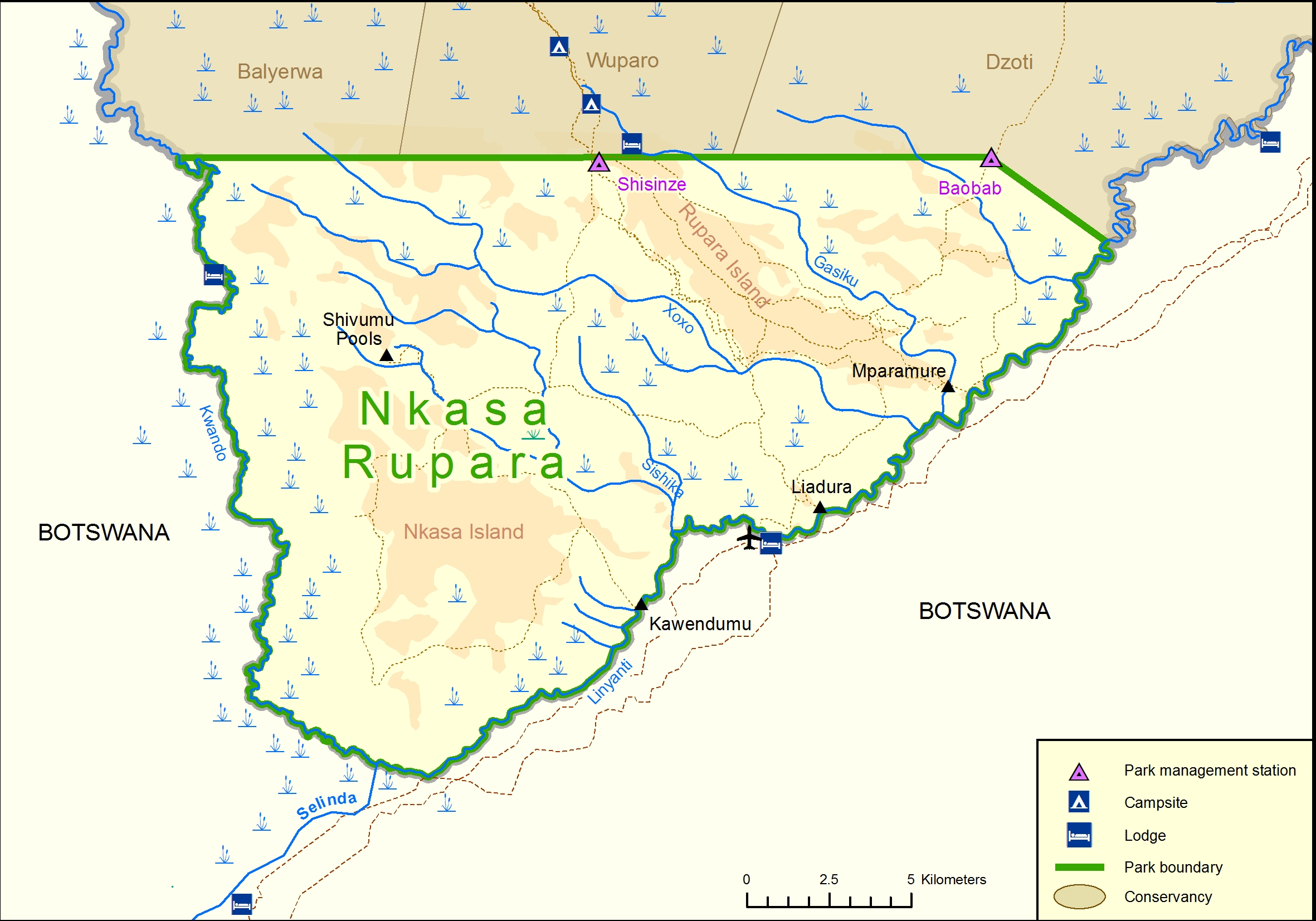
Kaart van de Linyanti-rivier en aangrenzende uiterwaarden

De Linyanti is een rivier in Afrika. De rivier vormt een deel van de grens tussen Botswana en Namibië. Het water van de Linyanti komt uit twee andere rivieren: de Chobe en de uit Angola afkomstige Kwando.
De Linyanti is de verlenging van de Chobe en eindigt in een moeras, het Linyantimoeras. In dit moeras komt veel wild voor: olifanten, nijlpaarden, leeuwen, giraffen en verschillende antilopen. Aan de Namibische kant van het moeras bevindt zich het Nkasa Rupara National Park.